# 施瓦茨塞山 (采爾馬特)
45°59′29″N 7°42′35″E / 45.991384°N 7.709669°E

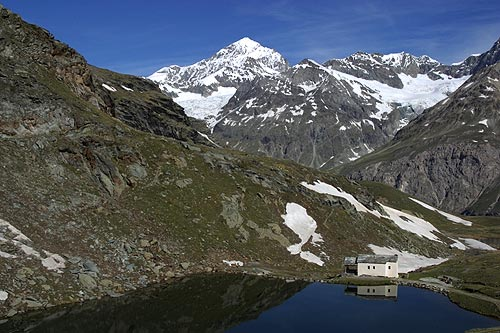

施瓦茨塞山（Lago Schwarzsee），是瑞士的山峰，位於該國西南部，由瓦萊州負責管轄，屬於本寧阿爾卑斯山脈的一部分，處於馬特峰以北，海拔高度2,583米。